# Traian Băsescu

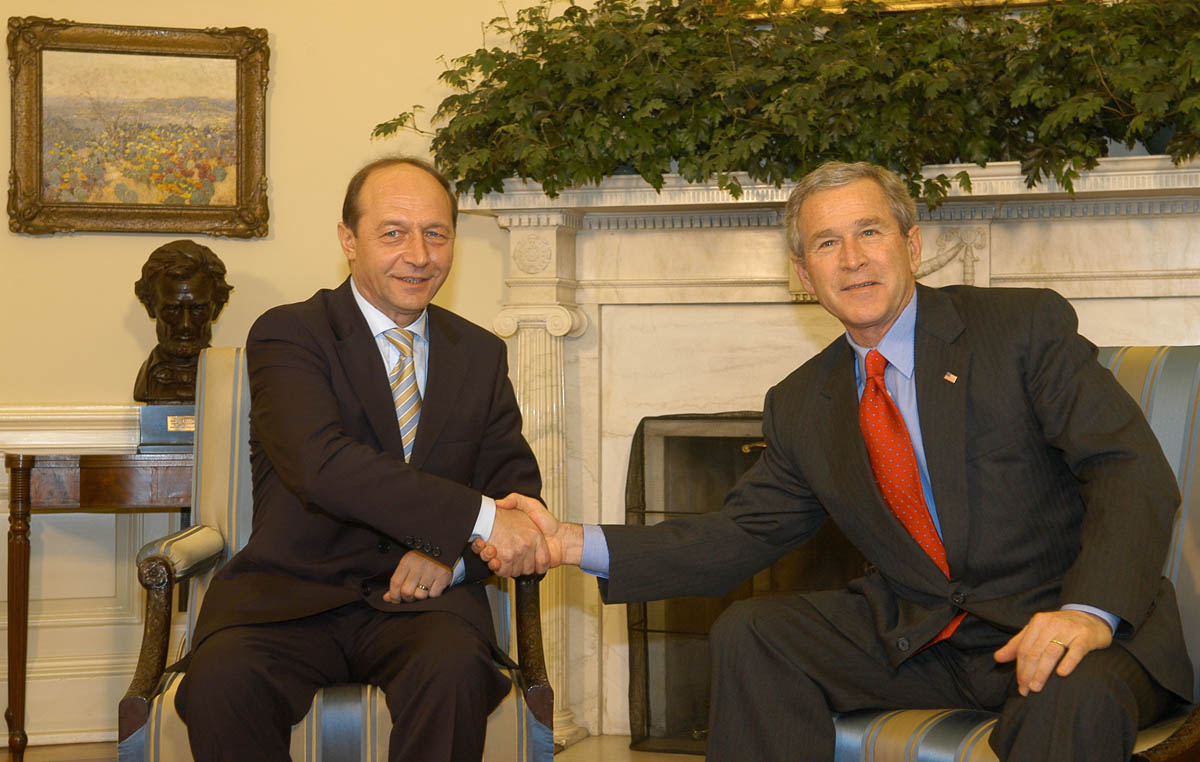
Traian Băsescu i George W. Bush (2005)

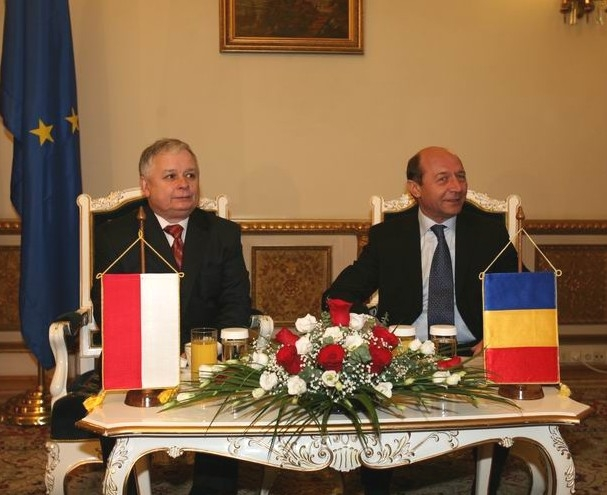
Lech Kaczyński i Traian Băsescu (2007)

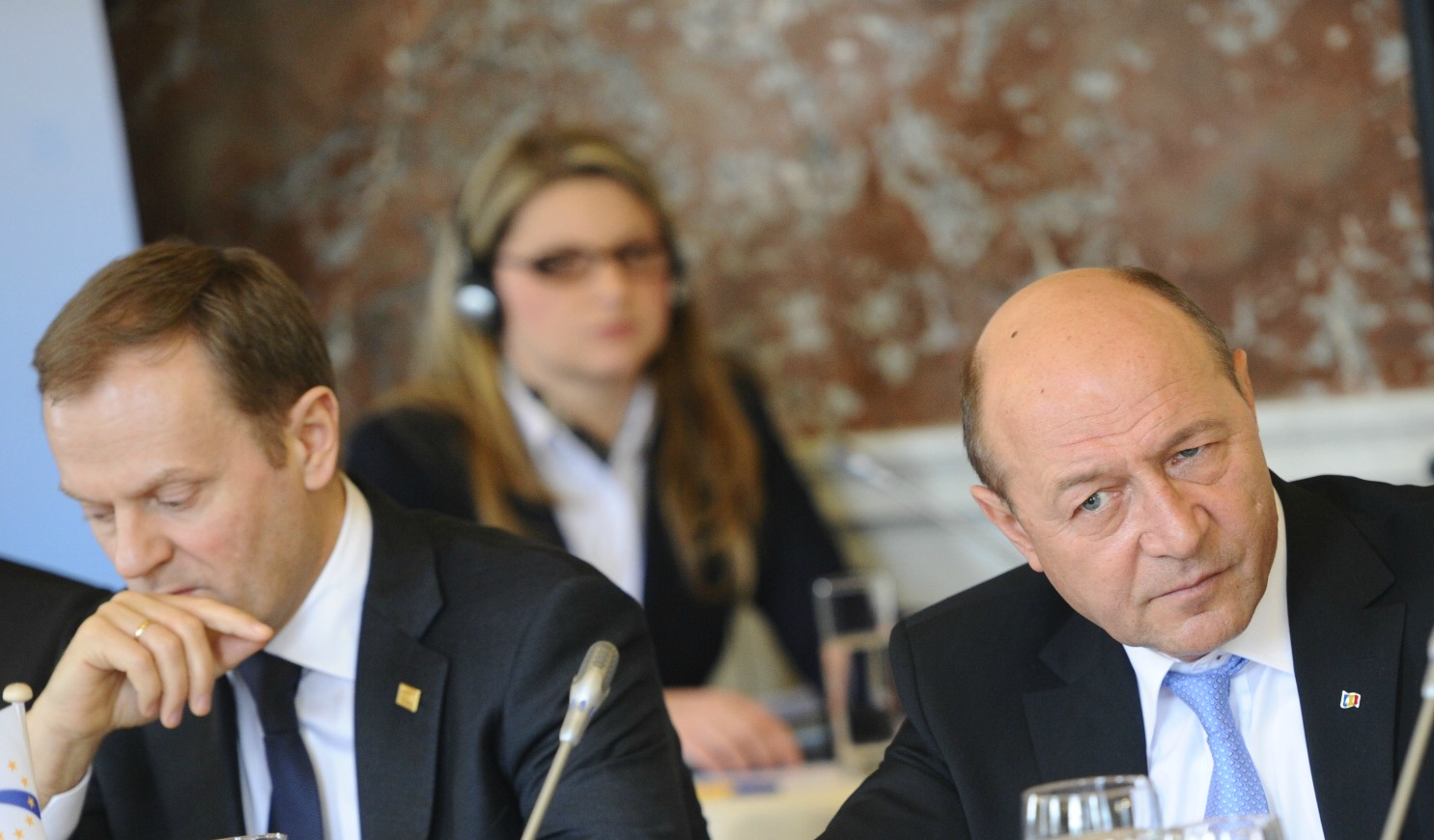
Traian Băsescu i Donald Tusk (2012)

Traian Băsescu (wym. [traˈjan bəˈsesku]; ur. 4 listopada 1951 w Basarabi) – rumuński polityk, parlamentarzysta i minister, były przewodniczący Partii Demokratycznej, założyciel Partii Ruchu Ludowego, w latach 2000–2004 burmistrz Bukaresztu. Prezydent Rumunii w latach 2004–2014; dwukrotnie zawieszony w wykonywaniu obowiązków, dwukrotnie podjęto bezskuteczne próby jego odwołania z urzędu.

## Życiorys

### Wykształcenie i działalność zawodowa
W 1976 ukończył studia na wydziale nawigacyjnym Institutul de Marină „Mircea cel Bătrân” w Konstancy. Uzyskiwał następnie kolejne uprawnienia oficerskie, a następnie patent kapitana dalekomorskich statków handlowych. Pracował w marynarce handlowej w ramach przedsiębiorstwa państwowego Navrom, od 1981 jako kapitan statków „Argeș”, „Crișana” oraz tankowca „Biruința”, największego statku rumuńskiej marynarki handlowej. W latach 1987–1989 kierował oddziałem agencji Navrom w Antwerpii, następnie został dyrektorem generalnym jednego z inspektoratów w ministerstwie transportu.

### Działalność polityczna do 2004
Od końca lat 70. był członkiem Rumuńskiej Partii Komunistycznej. W 1990 objął stanowisko podsekretarza stanu do spraw transportu morskiego w ministerstwie transportu. Od kwietnia 1991 do listopada 1992 kierował tym resortem jako minister w rządach, na czele których stali Petre Roman i Theodor Stolojan. Zaangażował się w działalność Partii Demokratycznej, w 1992 po raz pierwszy z jej ramienia uzyskał mandat posła do Izby Deputowanych, gdzie był wiceprzewodniczącym komisji do spraw przemysłu i usług. W 1996 zrezygnował z mandatu na kilka miesięcy przed końcem kadencji w związku z toczącym się postępowaniem w sprawie domniemanej korupcji. W tym samym roku kierował nieudaną kampanią prezydencką Petre Romana, a sam ponownie został wybrany na deputowanego, zasiadając w niższej izbie rumuńskiego parlamentu do 2000. Od grudnia 1996 do lutego 1998 kolejny raz był ministrem transportu w rządzie Victora Ciorbei. Powrócił na ten urząd w kwietniu 1998 w gabinecie Radu Vasile, sprawując go również w następnym rządzie Mugura Isărescu do czerwca 2000.
W drugiej turze wyborów lokalnych w 2000 został wybrany na urząd burmistrza Bukaresztu. W 2001 stanął na czele Partii Demokratycznej, którą zarządzał do 2004. Nawiązał współpracę z Partią Narodowo-Liberalną, stając się współprzewodniczącym koalicji pod nazwą Sojusz Prawdy i Sprawiedliwości.

### Prezydent Rumunii
Traian Băsescu został kandydatem koalicji na urząd prezydenta Rumunii w wyborach prezydenckich z listopada i grudnia 2004. Jego zwolennicy w kampanii nawiązywali do trwającej wówczas ukraińskiej pomarańczowej rewolucji (m.in. kolorystyką). W pierwszej turze głosowania Traian Băsescu otrzymał 33,92% głosów, zajmując drugie miejsce. W drugiej zmierzył się z urzędującym premierem Adrianem Năstase, wygrywając wynikiem 51,23% głosów. Został tym samym następcą Iona Iliescu, obejmując urząd 20 grudnia 2004.
W trakcie kadencji Traian Băsescu popadł w konflikt z Călinem Popescu-Tăriceanu, premierem i liderem PNL, który stopniowo się pogłębiał. W lutym 2007 rumuński parlament rozpoczął procedurę odwołania z urzędu wobec prezydenta, zarzucając mu naruszanie konstytucji. Rumuński sąd konstytucyjny stwierdził, że nie ma podstaw do odwołania, uważając, iż dowody przedstawione przez parlament są niewystarczające. Jednak parlament 19 kwietnia 2007 przegłosował zawieszenie prezydenta i rozpisanie referendum w sprawie jego usunięcia z urzędu stosunkiem 322 do 108 głosów. Obowiązki głowy państwa przejął wówczas (jako tymczasowy prezydent) przewodniczący Senatu Nicolae Văcăroiu. W referendum dotyczącym odwołania prezydenta z 19 maja 2007 Rumuni nie zatwierdzili decyzji parlamentu (około 74% głosów przeciw przy frekwencji około 44%). W rezultacie Traian Băsescu zachował urząd.
W październiku 2009 ogłosił swój start w kolejnych wyborach prezydenckich przewidzianych na ten sam rok. W pierwszej turze z listopada otrzymał 32,44% głosów (zajmując pierwsze miejsce). W grudniu 2009 został wybrany na drugą kadencję, pokonując w drugiej turze głosowania nieznaczną większością głosów (50,33% do 49,66%) kandydata socjaldemokratów Mirceę Geoanę.
W 2012 ponowiono próbę usunięcia prezydenta ze stanowiska. Unia Społeczno-Liberalna, skupiająca socjaldemokratów, liberałów i konserwatystów nowo powstała koalicja rządowa Victora Ponty, przedstawiła wniosek o jego odwołanie, który w głosowaniu z 6 lipca został poparty przez 258 z 432 parlamentarzystów. Tym samym Traian Băsescu ponownie został zawieszony w obowiązkach, które przejął przewodniczący Senatu Crin Antonescu. Nowe referendum dotyczące odwołania prezydenta odbyło się 29 lipca 2012 i zostało uznane za nieważne przez sąd konstytucyjny ze względu na zbyt niską frekwencję (około 46%). Za odwołaniem Traiana Băsescu zagłosowało około 87% biorących w nim udział. Parlament przywrócił Traiana Băsescu na urząd prezydenta 27 sierpnia 2012, który ten objął następnego dnia.

### Działalność od 2014
Druga i ostatnia kadencja prezydencka upłynęła 21 grudnia 2014. Jeszcze w 2013, po konflikcie z władzami swojej dotychczasowej formacji – Partii Demokratyczno-Liberalnej (następczyni PD), zainicjował powstanie nowej partii pod nazwą Partia Ruchu Ludowego. W październiku 2015 wstąpił formalnie do tego ugrupowania, obejmując w nim przewodnictwo. W wyborach w 2016 z ramienia Partii Ruchu Ludowego został wybrany w skład Senatu. W czerwcu 2018 zakończył pełnienie funkcji przewodniczącego ludowców.
W wyborach z maja 2019 jako lider listy wyborczej Partii Ruchu Ludowego uzyskał mandat posła do Parlamentu Europejskiego IX kadencji.
W czerwcu 2019 Narodowa Rada Badań Archiwów Securitate (CNSAS) opublikowała dokumenty stwierdzające, że Traian Băsescu od 1972 był tajnym współpracownikiem komunistycznej służby bezpieczeństwa Securitate (pseudonim „Petrov”). Współpraca ta trwała od pierwszego roku studiów, a materiały zostały zniszczone w 1979, gdy Traian Băsescu wstąpił do Rumuńskiej Partii Komunistycznej. Były prezydent negował tę współpracę; potwierdził ją jednak we wrześniu 2019 sąd apelacyjny w Bukareszcie.

## Odznaczenia
- Łańcuch Orderu Gwiazdy Rumunii – ex officio[23]
- Krzyż Wielki Orderu Wiernej Służby – ex officio[23]
- Krzyż Wielki Orderu Narodowego Zasługi – ex officio[23]
- Komandor Orderu Narodowego Zasługi – 2000[24]
- Kawaler Krzyża Wielkiego Udekorowany Wielką Wstęgą Orderu Zasługi Republiki Włoskiej – 2011[25]
- Order Orła Białego – 2009[26]
- Krzyż Wielki Orderu Świętego Karola – 2009[27]
- Order Heydəra Əliyeva – 2011[28]
- Order Krzyża Ziemi Maryjnej I klasy – 2011[29]
- Order Trzech Gwiazd I klasy z Łańcuchem – 2011[30]
- Order Narodowy Zasługi w klasie Honorary Companion of Honour with Collar – 2010[31]
- Order Republiki – 2010, Mołdawia[32]
- Order Stefana Wielkiego – 2015[33]
- Łańcuch Orderu Izabeli Katolickiej – 2007[34]

## Życie prywatne
Jest żonaty z Marią Băsescu. Ma dwie córki: Ioanę i Elenę. Traian Băsescu jest wyznawcą prawosławia.